# Conseil insulaire d'Ibiza
Avinguda d'Espanya, 49
07800 Ibiza, Espagne.
Le Conseil insulaire d'Ibiza (en catalan : Consell Insular d'Eivissa) ou de manière abrégée Conseil d'Ibiza (en catalan : Consell d'Eivissa) est une institution de gouvernement de l'île d'Ibiza dans les îles Baléares.

## Historique
Le Conseil insulaire a été créé en 2007 lors de l'approbation du nouveau statut d'autonomie des îles Baléares de 2007. Il a succédé au Conseil insulaire d'Ibiza et de Formentera qui avait été institué officiellement lors de l'adoption du statut d'autonomie des îles Baléares en 1983.
Son fonctionnement est réglementé par la loi des conseils insulaires et la législation du régime local, et ses compétences dérivent du statut d'autonomie et des compétences d'une députation provinciale dont il constitue une forme insulaire.

### Sources
- (ca) Cet article est partiellement ou en totalité issu de l’article de Wikipédia en catalan intitulé « Consell Insular d'Eivissa » (voir la liste des auteurs).